# Pseudolignincola siamensis
Pseudolignincola siamensis — вид грибів, що належить до монотипового роду  Pseudolignincola.